# Попова, Нина Алексеевна
Нина Алексеевна Попова (известна под псевдонимом Нина Ли; 14 января 1905, Бугульма, Казанская губерния — 27 апреля 1992, Москва) — советская актриса театра и кино.

## Биография
Детство и юность актрисы пришлись на годы гражданской войны. Подростком Нина с родителями оказалась в Оренбурге, где вскоре умерла её мать. Нина училась в театральной студии Н. П. Анненковой-Бернар, актёрскую деятельность начала в 1921 году. Летом 1922 году приехала в Москву. Училась в первой государственной киношколе, посещала актёрскую студию О. И. Преображенской. По воспоминаниям Нины Поповой, на студии ей дали прозвище Нина Ли, за её увлечённость американской кинозвездой Лиллиан Гиш. Когда в 1924 году Нина начала сниматься в кино, прозвище стало её экранным псевдонимом.

В один чудесный майский день к нам в квартиру раздался звонок. Вприпрыжку я побежала и открыла дверь. Стоял незнакомый человек. Он спросил: «Вы Нина Ли?»… Этим прозвищем я никогда ещё себя не называла. Поэтому не очень решительно, но все же утвердительно я кивнула головой и, запнувшись, произнесла что-то вроде: «Я Ли на».
Незнакомец, прищурившись и даже несколько откинувшись назад, внимательно осмотрел меня с головы до ног:

— Я из киностудии «Межрабпом-Русь». Преображенская Ольга Ивановна рекомендовала нам посмотреть вас на роль в кинокартине режиссёра Гардина, — сказал незнакомец и решительно протиснулся между мной и дверью в переднюю.
Так вошла в мою жизнь кинематографическая судьба.
— Нина Попова
С приходом звукового кинематографа Нина Попова ушла из кино. 
В 1938 году окончила театральное училище под руководством Р. Н. Симонова. В годы Великой Отечественной войны выступала перед бойцами в составе фронтовых бригад. В 1949—1957 годах играла на сцене Московского театра им. М. Н. Ермоловой.

## Семья
Муж — Абрам Петрович Штеренберг, фотохудожник.

## Фильмография
- 1924 — Четыре и пять (Стальные журавли) — Наташа Гай
- 1924 — Особняк Голубиных — Нелли
- 1925 — Крест и маузер — Марийка
- 1926 — Предатель
- 1927 — За монастырской стеной — Настя Левина
- 1927 — Чашка чая — девушка
- 1928 — Дамбу прорвало (укр. Греблю прорвано, короткометражный) — Леся
- 1928 — Законы шторма — Галина Мюллер
- 1928 — Лавина — Галина, дочь Нестеренко
- 1930 — Давид Горелик — жена офицера, оперная артистка
- 1930 — Хранитель музея — Марийка, дочь профессора
- 1943 — Радуга